# Lasianobia superba
Lasianobia superba là một loài bướm đêm trong họ Noctuidae.